# Liste des chefs d'État du Malawi
Cet article présente la liste des chefs d'États du Malawi depuis l'indépendance du pays en 1964.
De 1964 à 1966, le chef de l'État — en vertu de la Constitution de 1964 — est la reine du Malawi, Élisabeth II, qui est également reine du Royaume-Uni et des autres royaumes du Commonwealth. La reine est alors représentée dans le pays par un gouverneur général, parfois considéré comme le chef d'État de facto. Lorsque le Malawi devient une république au sein du Commonwealth en vertu de la Constitution de 1966, le monarque et le gouverneur général sont remplacés par un président exécutif.

## Royaume (1964-1966)

### Reine
L'ordre de succession au trône était le même que l'ordre de succession au trône britannique.
| No | Portrait | Titulaire                | Règne          | Règne          | Règne | Dynastie | Premier ministre      |
| No | Portrait | Titulaire                | Début          | Fin            | Durée | Dynastie | Premier ministre      |
| -- | -------- | ------------------------ | -------------- | -------------- | ----- | -------- | --------------------- |
| 1  |          | Élisabeth II (1926-2022) | 6 juillet 1964 | 6 juillet 1966 | 2 ans | Windsor  | Hastings Kamuzu Banda |

### Gouverneur général
Le gouverneur général est le représentant du monarque au Malawi et exerce la plupart de ses pouvoirs. Le gouverneur général est nommé pour un mandat indéfini, servant à la discrétion du monarque. Quand le Malawi obtient son indépendance par la loi de 1964 sur l'indépendance du Malawi, plutôt que d'être d'abord établi en tant que dominion semi-autonome puis promu à l'indépendance telle que définie par le Statut de Westminster de 1931, le gouverneur général doit toujours être nommé uniquement sur l'avis du Cabinet du Malawi sans la participation du gouvernement britannique. Comme le Malawi devient une république avant que Glyn Jones, l'ancien gouverneur colonial, ne soit remplacé, cela ne s'est jamais produit. En cas de vacance, le juge en chef aurait servi d'officier administrant le gouvernement.
| No | Portrait | Titulaire                        | Mandat         | Mandat         | Mandat | Monarque     | Premier ministre      |
| No | Portrait | Titulaire                        | Début          | Fin            | Durée  | Monarque     | Premier ministre      |
| -- | -------- | -------------------------------- | -------------- | -------------- | ------ | ------------ | --------------------- |
| 1  |          | Glyn Smallwood Jones (1908-1992) | 6 juillet 1964 | 6 juillet 1966 | 2 ans  | Élisabeth II | Hastings Kamuzu Banda |

## République (depuis 1966)
En vertu des Constitutions du pays de 1966, 1994 et 1995, le président de la République est le chef exécutif de l'État.
Le premier président, Hastings Kamuzu Banda, est par l'Assemblée nationale et se fait ensuite proclamer président à vie en 1970. Il est défait en 1994, un an après l'abolition de son mandat à vie dans le cadre de la transition du Malawi vers la démocratie. Depuis l'adoption de la Constitution de 1994, les présidents sont élus au suffrage universel direct pour un mandat de cinq ans, renouvelable une seule fois consécutivement. En cas de vacance, le vice-président devient président pour le reste du mandat.
| No | Portrait              | Titulaire                         | Élection  | Mandat         | Mandat                          | Mandat                      | Parti politique | Parti politique |
| No | Portrait              | Titulaire                         | Élection  | Début          | Fin                             | Durée                       | Parti politique | Parti politique |
| -- | --------------------- | --------------------------------- | --------- | -------------- | ------------------------------- | --------------------------- | --------------- | --------------- |
| 1  | Hastings Kamuzu Banda | Hastings Kamuzu Banda (1898-1997) | —         | 6 juillet 1966 | 24 mai 1994                     | 27 ans, 10 mois et 18 jours |                 | MCP             |
| 2  | Bakili Muluzi         | Bakili Muluzi (né en 1943)        | 1994 1999 | 24 mai 1994    | 24 mai 2004                     | 10 ans                      |                 | UDF             |
| 3  | Bingu wa Mutharika    | Bingu wa Mutharika (1934-2012)    | 2004 2009 | 24 mai 2004    | 5 avril 2012 (mort en fonction) | 7 ans, 10 mois et 12 jours  |                 | UDF             |
| 3  | Bingu wa Mutharika    | Bingu wa Mutharika (1934-2012)    | 2004 2009 | 24 mai 2004    | 5 avril 2012 (mort en fonction) | 7 ans, 10 mois et 12 jours  | DPP             |                 |
| 4  | Joyce Banda           | Joyce Banda (née en 1950)         | —         | 7 avril 2012   | 31 mai 2014                     | 2 ans, 1 mois et 24 jours   |                 | PP              |
| 5  | Peter Mutharika       | Peter Mutharika (né en 1940)      | 2014 2019 | 31 mai 2014    | 28 juin 2020                    | 6 ans et 28 jours           |                 | DPP             |
| 6  | Lazarus Chakwera      | Lazarus Chakwera (né en 1955)     | 2020      | 28 juin 2020   | En cours                        | 4 ans, 11 mois et 27 jours  |                 | MCP             |